# 紅髓
紅髓，亦作紅脾髓，是脾臟的一部份，與白脾髓一起構成脾臟的主要部份。红脾髓的主要功能是过滤和储存血液，由脾索及血竇組成，但因為其不含輸入淋巴管，所以脾臟不能過濾淋巴的功能。“血窦”是儲存後備血液的结构，平时一部分血液滞留在血窦中，当人体失血时，血窦收缩，将这部分血液释放到外周以补充血容量。血窦的壁上附着大量巨噬细胞，可以吞噬衰老的红血球、病原体和异物。脾的质地较脆且血运丰富，因此一旦受到强大外力打击，很容易破裂，脾破裂会导致严重的大出血，是能够致死的腹部急症之一，必须紧急抢救。较小的破裂可以缝合修补，但很多时候难免要将脾切除。红髓中存有人體一半的單核白血球(Monocytes)，當受傷時可以隨即作出反應。因此，与肝不同，脾切除后病人可以正常生活；但他们明显的表现出抵抗力下降和易受感染。

## 參看
- 脾臟
- 淋巴結
- 白脾髓
- 脾边缘区